# Geografía de las Islas Turcas y Caicos

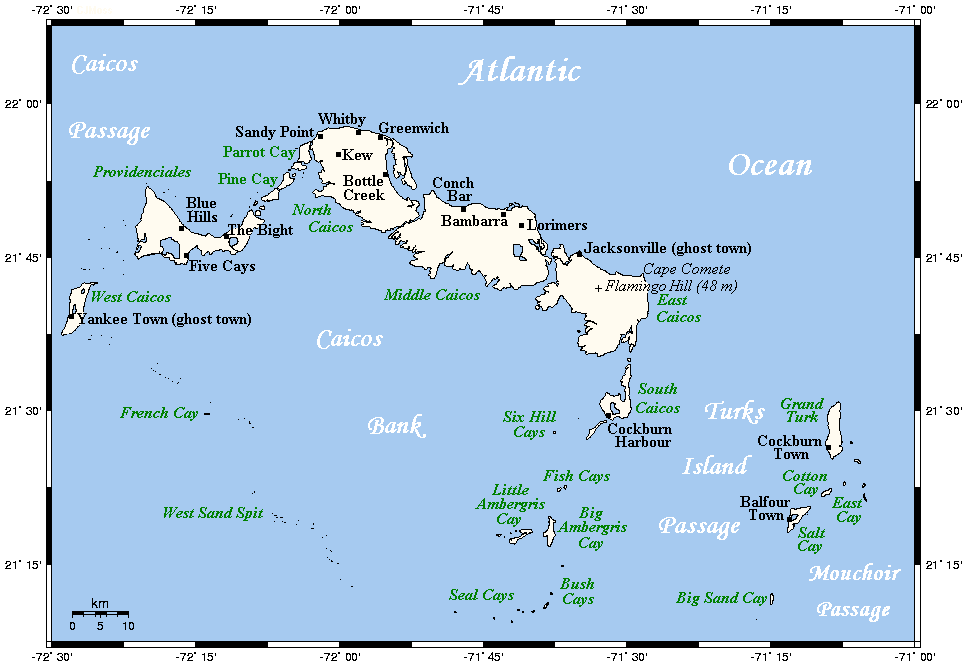
Mapa de las Islas Turcas y Caicos.

Los dos grupos de islas en el océano Atlántico Norte, al sudeste de las Bahamas, al norte de Isla Española, y cerca de 1000 kilómetros de Miami en los Estados Unidos. El territorio es geográficamente contiguas a las Bahamas, que comprende tanto el archipiélago de las Lucayas, pero políticamente es una entidad separada. Las Islas Caicos están separadas por el paso de las islas Caicos más cercano de las Bahamas, Mayaguana y Gran Inagua.
Las ocho islas principales y más de 20 islas más pequeñas tienen una superficie total de 948 kilómetros cuadrados, principalmente de bajos, de piedra caliza plana con extensos pantanos y manglares y 332 kilómetros cuadrados de frente a la playa. El clima es soleado y seco, pero sufre frecuentes huracanes. Las islas han limitado los recursos naturales de agua dulce; cisternas privadas recogen el agua de lluvia para beber. Los principales recursos naturales son la langosta, conchas y otros mariscos.
Los dos grupos de islas diferentes están separados por el pasaje de los Turcos.

### Islas Caicos
Las Islas Caicos son el grupo más grande, con casi el 96 % de la superficie terrestre 227.6 y el 82 % de la población (26.584 de un total de 33.302 en 2006). Las Islas Caicos, se encuentran alrededor del Banco Caicos, como un atolón, con los seis grandes islas en el oeste, norte y este, y algunos pequeños arrecifes y cayos en el sur. El Banco Caicos sí mismo, un banco de piedra caliza bajo el agua, en la que el resto las islas, tiene una superficie de 6.140 km² / 2.370 millas cuadradas. La zona se compone de arena, los arrecifes de coral mixta de coral, las algas, y otros hábitats, normalmente a profundidades de 1 a 5 metros.
- Islas Principales:
  - Caicos Central o (Middle Caicos) y su cabecera distrital es Conch Bar.
  - Caicos del Norte o (North Caicos)' y su cabecera distrital es Bottle Creek.
  - Caicos del Sur y Caicos del Este o (South Caicos and East Caicos), la cabecera de este distrito es Cockburn Harbour.
  - Providenciales y Caicos del Oeste (Providenciales and West Caicos), Blue Hills es su cabecera distrital.
  - Cayo Ambergris (Ambergris Cay).

- Islas menores:
  - Cayo Pine (Pine Cay).
  - Cayo Parrot (Parrot Cay).

### Islas Turcas
Las islas Turcas están divididas por dos distritos:
- Cayo Sal (Salt Cay), con cabecera distrital en Balfour Town
- Isla Gran Turca (Grand Turk), con cabecera distrital en Cockburn Town, que es a la vez capital de las Islas

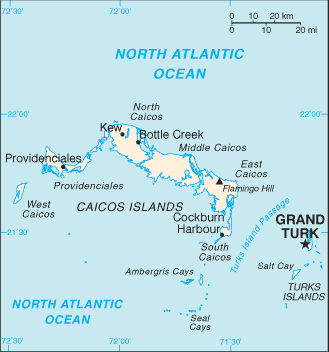
Mapa de las islas Turcas y Caicos

### Banco Mouchoir
A 25 km al este de las Islas Turcas y separado por el Estrecho de Mouchoir se encuentra el Banco Mouchoir. Aunque no tiene cayos o islotes emergentes, algunas partes son muy poco profundas y el agua se rompe sobre ellas. Mouchoir Bank es parte de las Islas Turcas y Caicos y se encuentra dentro de su Zona Económica Exclusiva. Mide 960 km² de área. Dos bancos más al este, Silver Bank y Navidad Bank, son una continuación geográfica de Mouchoir, pero pertenecen políticamente a República Dominicana.

### Clima
| Parámetros climáticos promedio de Islas Turcas y Caicos : Grand Turk | Parámetros climáticos promedio de Islas Turcas y Caicos : Grand Turk | Parámetros climáticos promedio de Islas Turcas y Caicos : Grand Turk | Parámetros climáticos promedio de Islas Turcas y Caicos : Grand Turk | Parámetros climáticos promedio de Islas Turcas y Caicos : Grand Turk | Parámetros climáticos promedio de Islas Turcas y Caicos : Grand Turk | Parámetros climáticos promedio de Islas Turcas y Caicos : Grand Turk | Parámetros climáticos promedio de Islas Turcas y Caicos : Grand Turk | Parámetros climáticos promedio de Islas Turcas y Caicos : Grand Turk | Parámetros climáticos promedio de Islas Turcas y Caicos : Grand Turk | Parámetros climáticos promedio de Islas Turcas y Caicos : Grand Turk | Parámetros climáticos promedio de Islas Turcas y Caicos : Grand Turk | Parámetros climáticos promedio de Islas Turcas y Caicos : Grand Turk | Parámetros climáticos promedio de Islas Turcas y Caicos : Grand Turk |
| Mes                                                                  | Ene.                                                                 | Feb.                                                                 | Mar.                                                                 | Abr.                                                                 | May.                                                                 | Jun.                                                                 | Jul.                                                                 | Ago.                                                                 | Sep.                                                                 | Oct.                                                                 | Nov.                                                                 | Dic.                                                                 | Anual                                                                |
| -------------------------------------------------------------------- | -------------------------------------------------------------------- | -------------------------------------------------------------------- | -------------------------------------------------------------------- | -------------------------------------------------------------------- | -------------------------------------------------------------------- | -------------------------------------------------------------------- | -------------------------------------------------------------------- | -------------------------------------------------------------------- | -------------------------------------------------------------------- | -------------------------------------------------------------------- | -------------------------------------------------------------------- | -------------------------------------------------------------------- | -------------------------------------------------------------------- |
| Temp. máx. media (°C)                                                | 27                                                                   | 27                                                                   | 28                                                                   | 28                                                                   | 29                                                                   | 30                                                                   | 31                                                                   | 31                                                                   | 31                                                                   | 30                                                                   | 29                                                                   | 28                                                                   | 29.1                                                                 |
| Temp. mín. media (°C)                                                | 23                                                                   | 23                                                                   | 23                                                                   | 24                                                                   | 25                                                                   | 26                                                                   | 27                                                                   | 27                                                                   | 27                                                                   | 26                                                                   | 24                                                                   | 24                                                                   | 24.9                                                                 |
| Precipitación total (mm)                                             | 36.1                                                                 | 34.0                                                                 | 24.6                                                                 | 35.6                                                                 | 29.5                                                                 | 54.9                                                                 | 30.0                                                                 | 40.4                                                                 | 66.5                                                                 | 74.9                                                                 | 93.5                                                                 | 85.1                                                                 | 605.1                                                                |
| Fuente: Weather.com Weatherbase.com                                  |                                                                      |                                                                      |                                                                      |                                                                      |                                                                      |                                                                      |                                                                      |                                                                      |                                                                      |                                                                      |                                                                      |                                                                      |                                                                      |